# هاري غراهام (لاعب كريكت)
هاري غراهام (بالإنجليزية: Harry Graham)‏ (و. 1870 – 1911 م) هو لاعب كريكت، ولاعب كرة قدم أسترالية من نيوزيلندا، وأستراليا، ولد في ملبورن، توفي عن عمر يناهز 41 عاماً.

## روابط خارجية
- هاري غراهام على موقع إي آس بي آن كريك إنفو (الإنجليزية)
- هاري غراهام على موقع AustralianFootball.com (الإنجليزية)
- هاري غراهام على موقع AFLtables.com (الإنجليزية)